# Мотыри
Мотыри — деревня в Междуреченском районе Вологодской области.
Входит в состав Сухонского сельского поселения, с точки зрения административно-территориального деления — в Сухонский сельсовет.
Расстояние до районного центра Шуйского по автодороге — 18 км. Ближайшие населённые пункты — Знаменское, Сухонский, Волташ.
По переписи 2002 года население — 14 человек.